# 張綱孫
張綱孫（？—？），字祖望，號秦亭，又號竹隱君，入清後改名丹，浙江錢塘（今杭州）人，明末清初文學家。

## 生平
原名綱孫，入清後，心懷明室，改名丹，居家養母，性恬淡，喜遊山水。工詩，“为诗悲凉沉远，七律义兼比兴”，與毛先舒、陸圻、丁澎、吴百朋、孙治、沈谦等合稱西泠十子。